# Reisaelva
Die Reisaelva (nordsamisch: Ráiseatnu, kvenisch: Raisinjoki) ist ein Fluss in Nordnorwegen nördlich des Polarkreises, der über den Reisafjord ins Europäische Nordmeer mündet.

## Geographie
Die Reisaelva entsteht im Hochgebirge des Reisa-Nationalparks aus den Quellflüssen Raisædno (Ráiseatnu), der aus dem See Ráisjávri entspringt, und Njallajåkka (Njállajohka) mit dem Quellsee Sáitejávri. Danach fließt sie von Südosten nach Nordwesten. Im Oberlauf stürzt sie sich über mehrere Wasserfälle in die Tiefe, im Mittel- und Unterlauf wechseln sich seeartige Stauungen und langsame Fließstrecken ab. Dabei fließt die Reisaelva zum größten Teil durch ein unberührtes Tal. Kurz nach der Ortschaft Storslett an der Europastraße E6 mündet sie in den Reisafjord.

## Freizeit
Die Reisaelva ist ein beliebter Lachsangelfluss. Sie bietet sich für mehrtägige Kanuwandertouren an.